# Prawo Yerkesa-Dodsona
Prawo Yerkesa-Dodsona – teoria twierdząca, że dla każdego efektywnego zachowania istnieje optymalny poziom pobudzenia fizjologicznego, przy czym dla wykonania zadań trudnych jest on mniejszy, a dla zadań łatwych – większy.

## Badania Yerkesa i Dodsona
W 1908 roku ukazał się artykuł R. Yerkesa i J. Dodsona w jakim opisali oni eksperyment dotyczący różnicowania przez myszy dwóch komór drewnianej skrzynki, czarnej i białej oraz unikania kary. Celem było nauczenie myszy, aby od razu po włożeniu jej do skrzynki wybierała białą komorę. Wykonywano pewną liczbę prób uczenia się, w których mysz była umieszczana w przegrodzie, z jakiej miała swobodny dostęp do obu komór. Jeżeli weszła do białej komory, mogła ją swobodnie eksplorować i przejść dalej. Jeżeli jednak weszła do czarnej komory, otrzymywała szok elektryczny. Testy prowadzono raz dziennie o poranku do czasu, kiedy w trzech kolejnych próbach – czyli przez trzy dni z rzędu – mysz konsekwentnie wybierała już tylko białą komorę. Ustalony był też maksymalny limit prób, bez względu na wynik uczenia się danej myszy, tak że testy nie trwały w nieskończoność. Zadanie to posiadało różne warunki trudności, w których, ze względu na stopień jasności,  różnicowanie obu komór myszy miały ułatwione (biały vs. czarny), bądź utrudnione (szary vs. czarny). Ponadto, w każdym z warunków stosowano przynajmniej trzy poziomy intensywności szoku elektrycznego. Wyniki, jakie uzyskano, prowadziły do wniosków, że tym szybciej następowało uczenie się, im większa była jasność komór, które myszy miały różnicować, oraz że zależność między siłą bodźca elektrycznego a szybkością uczenia się była związana ze stopniem trudności zadania. Uzyskane wyniki badacze potwierdzili w kolejnych doświadczeniach uwieńczonych publikacjami.
Z punktu widzenia tego, co się obecnie uważa za "prawo Yerkesa-Dodsona", badania Yerkesa i Dodsona wykazały istnienie krzywoliniowej zależności między poziomem szoku elektrycznego a szybkością uczenia się oraz istnienie ewidentnego optymalnego poziomu stymulacji, jedynie dla zadania trudnego. Dla łatwego zadania badania te wykazały istnienie zależności odmiennej, właściwie liniowej.

## Sformułowanie prawa

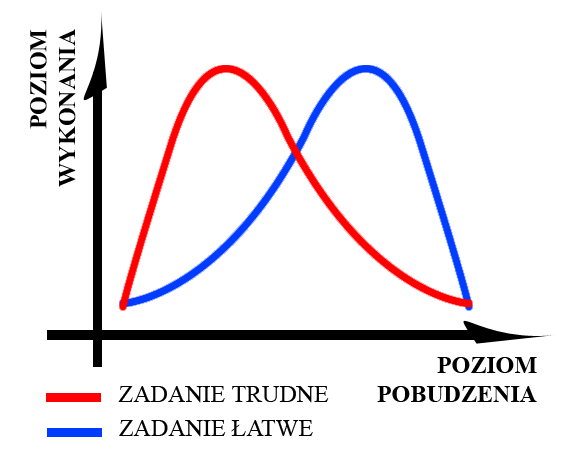
Prawo Yerkesa i Dodsona

Badania Yerkesa i Dodsona pozostawały długo niezauważone. Ich znaczenie doceniono znacznie później. Dopiero w latach 50. XX wieku psycholodzy wyszli poza terminologię związaną wyłącznie z metodologią tych badań (procedury warunkowania zwierząt z udziałem szoku elektrycznego) i generalizowali uzyskiwane wyniki w szerszym kontekście, w którym akcentowano wpływ pobudzenia fizjologicznego – a nie określoną procedurę doświadczalną – na zachowanie się w ogóle. Jednak ówcześni autorzy raczej nie odwoływali się już do pierwotnych badań Yerkesa i Dodsona a jedynie do uogólnień wyniesionych ze współczesnych im doświadczeń, proponując koncepcję o krzywoliniowej, "u-kształtnej" zależności zarówno w zadaniach łatwych, jak i trudnych. Popularyzacja prawa Yerkesa i Dodsona w takiej postaci szczególnie była udziałem Donalda Hebba, który opisał ją w taki sposób w swojej niezwykle popularnej książce, wydanej również w języku polskim w 1969 roku i w drugim wydaniu – na początku lat 70. Do niej też odwołują się najczęściej polscy psycholodzy w omawianiu tej koncepcji.
Teoria ta sprowadza się do dwóch stwierdzeń:
- w miarę jak rośnie pobudzenie fizjologiczne (regulowane przez twór siatkowaty), to coraz łatwiej jest wykonywać daną czynność, ale tylko do pewnego poziomu. Później następuje już tylko spadek efektywności, prowadzący w skrajnej sytuacji do całkowitej dezintegracji zachowania.
- Dla zadań trudnych optymalny poziom pobudzenia jest niższy, niż dla zadań łatwych.

## Rozwój i modyfikacje teorii

### Psychologia i neurobiologia poznawcza
Na gruncie badań behawioralnych, prawo Yerkesa-Dodsona jest stosunkowo proste do weryfikacji empirycznej, bowiem wystarczy, aby osoby badane w eksperymencie psychologicznym, w którym oceniany jest poziom efektywności w jakimś zadaniu, wypiły kawę. Znacznie bardziej skomplikowanym jest adaptacja prawa Yerkesa-Dodsona na gruncie współczesnej terminologii i metodologii badań neurobiologicznych. Niemniej jednak można powiązać interakcje zachodzące między ciałem migdałowatym, hipokampem i korą przedczołową a wykonaniem zadania w warunkach silnie oddziałujących na emocje. W szczególności wykazano krzywoliniową zależność między aktywnością receptora dopaminergicznego w korze przedczołowej a poziomem wykonania zadania angażującego pamięć roboczą, oraz istnienie optymalnego poziomu aktywności dopaminergicznej dla efektywności wykonania takiego zadania.
W badaniach prowadzonych na szczurach wykryto również, że implementacja elektrod stymulujących do zakrętu obręczy przynosi najlepszy efekt dla zachowania się zwierzęcia, jeżeli stymulacja ma wartości 200 μA i 130 Hz, podczas gdy stymulacja o mniejszych bądź większych wartościach daje mniejsze bądź żadne efekty. W tym przypadku odkrycie krzywoliniowej zależności między poziomem aktywności neuronalnej a efektywnością zachowania się jest raczej przypadkowe, badania te prowadzono bowiem przede wszystkim pod kątem opracowania neurochirurgicznych metod leczenia depresji. Niemniej jednak inne badania z udziałem sztucznej stymulacji struktur mózgu pozwalają lepiej zrozumieć uniwersalny charakter prawa Yerkesa-Dodsona, szczególnie zaś doświadczenia z implantacją elektrod do tych jąder wzgórza, które są związane z układem siatkowatym i zapewniają niespecyficzną stymulację kory mózgowej, ułatwiającą neuronom kory łatwiejszą aktywację pod wpływem celowej (specyficznej) stymulacji innych neuronów. Dane takie są w bardzo ograniczony sposób dostępne także w badaniach ludzi, u których implantację elektrod, jako zabieg Głębokiej Stymulacji Mózgu (DBS) wykonuje się w celach terapeutycznych w niektórych chorobach.

### Psychologia osobowości i społeczna
W latach 70. XX wieku pojawiły się pewne badania, których wyniki były rozbieżne z prawem Yerkesa-Dodsona. Próbą rozwiązania tych niezgodności była koncepcja Aptera. Zaproponował on, aby uwzględnić dodatkowo, czy człowiek przyjmuje orientację teliczną i jest nastawiony na osiągnięcie konkretnego celu, czy przyjmuje orientację parateliczną i jest nastawiony na samo realizowanie zadania. W tym pierwszym przypadku, dla efektywnego wykonania zadania optymalnym jest niski poziom pobudzenia, natomiast duży poziom prowadzi do stanów lękowych. W drugim przypadku natomiast zadanie jest efektywniej wykonywane przy wyższym poziomie pobudzenia, kiedy człowiek wpada w przyjemne podniecenie i cieszy się samym szybkim i sprawnym działaniem. Ta koncepcja pozwalała też na przeniesienie prawa Yerkesa-Dodsona na grunt psychologii osobowości, gdzie postulowano, że zależność pobudzenie – efektywność wykonania jest pośredniczona stylami radzenia sobie, różnicami indywidualnymi itp. Prawo Yerkesa-Dodsona stanowiło podstawę także dla rozwoju koncepcji facylitacji społecznej (Model popędu R. Zajonca i Model uwagi R. Barona).

## Krytyka prawa Yerkesa i Dodsona
Krytyczną analizę stosowania prawa Yerkesa i Dodsona przeprowadził K.H. Teigen, wyniki jego analiz można podsumować następująco: 
- To co współcześnie powszechnie nazywa się prawem Yerkesa i Dodsona w istocie nie jest na tyle potwierdzone empirycznie by zyskać miano uniwersalnego prawa.
- Współczesne rozumienie prawa nie zostało zaproponowane przez  Yerkesa i Dodsona ale jest wynikiem szeregu przeróbek wyników badań Yerkesa i Dodsona dokonywanych przez autorów podręczników akademickich z psychologii.
- Badacze odwołujący się do prawa Yerkesa i Dodsona rzadko kiedy odwołują się do oryginalnej pracy Yerkesa i Dodsona, opierając się na zniekształconych interpretacjach prawa umieszczanych w podręcznikach akademickich co prowadzi do szeregu nieporozumień.
- Krzywa o kształcie odwróconego U jest łatwą do zrozumienia i estetyczna ilustracją, jest jednak nazbyt uproszczona i nie oddaje wyników badań empirycznych.
- Występuje olbrzymi zamęt terminologiczny, utrudniający jednoznaczne określenie czego dotyczy prawo Yerkesa i Dodsona. Do opisu prawa Yerkesa-Dodsona różni autorzy wykorzystują różne zmienne. Jako zmienne wyjaśniające stosuje się m.in.: siłę bodźca, poziom lęku, poziom stresu, siłę pobudzenia, jako zmienne wyjaśniane m.in.: szybkość uczenia, nierozwiązywanie problemów, efektywność funkcjonowania pamięci, jakość wykonania zadania. Teigen zauważa, że to co nazywa się prawem Yerkesa i Dodsona nigdy nie będzie mogło być jednoznacznie potwierdzone bądź odrzucone tak długo, jak długo będzie używane do przewidywania tego, w jaki sposób jakakolwiek dynamiczna zmienna oddziałuje na poziom wykonania zadania, które interesuje badacza.

Krytykę prawa Yerkesa i Dodsona przeprowadzili także P.A. Hancock i H.C. Haney. Analizując użyteczność prawa Yerkesa i Dodsona określają je jako zbyt uproszczoną i wadliwą propozycję (over-simplistic and fundamentally flawed proposition).